# Alain Péters
Alain Péters (Saint-Denis (Réunion), 10 maart 1952 – Saint-Paul (Réunion), 12 juli 1995) was een Frans muzikant en dichter, afkomstig van het eiland Réunion in de Indische Oceaan.

## Biografie

### Jonge jaren
Alain werd al vroeg in aanraking gebracht met de wereld van muziek door zijn vader, een taxichauffeur, maar drummer en fluitspeler in zijn vrije tijd in de band Chane Kane. Het is in de band van Jules Arlanda dat hij zijn debuut maakte waarbij zijn voorkeur naar de gitaar uitging. Alain die nog geen 13 was begon aan een lange reeks optredens op het eiland onderwijl hij met tegenzin ook naar de Saint-Michel school (geleid door paters) ging. Hij verliet school definitief niet snel na de start van de muziektoer, in plaats hiervan koos hij voor het artiestenleven.

### De jaren 60-'70
In het midden van de jaren zestig van de twintigste eeuw kwam het eiland Réunion in aanraking met nieuwe stromingen muziek zoals de New Wave en dit bracht een hele nieuwe generatie tot leven. De Sega (een muziekgenre uit Mauritius) en vergelijkbare muziekstromingen vielen niet meer in de smaak bij de jongere muzikanten, die meer van de hardere muziek hielden geïnspireerd door de nieuwe vinyl albums die het eiland destijds bereikten.
Alain staat op de voorgrond in de band Lords tezamen met de broeders Gilbert en Dédé Lebon en later in de band Pop-Décadence. Hij zou de groep in 1975 verlaten om zijn carrière te verleggen in de progressieve rockmuziek door een nieuw project Satisfaction, wat geen lang leven beschoren zou zijn. Dit had ongetwijfeld te maken met het feit dat de discomuziek die eind jaren 70 in populariteit steeg ook op Réunion ervoor zorgde dat de klassiekere muziekstijlen in de vergetelheid raakte.
Weg was de rockzanger Alain, een nieuw hoofdstuk begon in zijn leven. Een waarin hij de Angelsaksische ritmes achter zich liet en zijn aandacht vestigde op de vergeten muziek van vroeger zoals de Maloya. Door een ontmoeting in 1976 met gelijkgezinden Alain Gili, Pierrot Vidot en Claude Telié in de bioscoop van Saint-Joseph ontstond het samenwerkingsproject Caméléons om zo het Maloya weer nieuw leven in te blazen. Albums van de nieuwe band zouden geproduceerd worden door Chan-Kam-Shu, de eigenaar van de bioscoop. Geïnspireerd door the Beatles mixte ze Jimi Hendrix platen met muziek uit het Sega en Maloya. Later voegde Loy Ehrlich zich bij de groep en de groep zou vervolgens vele platen uitbrengen waaronder La Rosée si feuilles songes - Na voir demain waar Alain een zeer prominente rol als muzikant inneemt.
Tijdens die productieve periode kwam Alain iemand tegen die heel belangrijk voor hem bleek te zijn: Jean Albany. Door support van de schrijversassociatie van Réunion ADER en Alain Gili ontstond Chante Albany, een tape waarbij Alain de muzikale richting bepaalt. Hij componeerde ook de muziek van twee platen van Jean Albany: The Uncle Alfred and Coconut Bébett in 1979.

### De jaren 80
Begin jaren tachtig had Alain al veel faam op het eiland vergaard en was tevens lid van de groep Carrousel. In 1980 echter verloor Alain zijn vader en zocht hij tot zijn dood een toevlucht in alcoholisme. Een tijdje later zou zijn vrouw Patricia hem verlaten met hun enige dochter Ananda. De vijftienjarige periode die zou volgen met een zwerversbestaan en overmatig alcoholgebruik waren toch een van de meest creatieve periodes uit zijn leven. Met Alain Gili als producer en Alain Séraphine tekenden ze een contract bij platenmaatschappij Village Titan en produceerden ze in 1984 het album Eaten House welke op cassette werd geleverd samen met een gedichtenbundel met dezelfde naam. Het alcoholisme werd echter rond deze tijd wel problematischer: men zag hem soms dronken over straat lopen steeds meer ontkoppeld van de werkelijkheid. Dit leidde ertoe dat hij meerdere malen werd opgepakt door de sociale diensten en dat hij vaak in de psychiatrische instelling van Saint Paul verbleef. In 1985 werd hij gerehabiliteerd in Toulon vergezeld door dokter Marc Dorémieux, een vriend van Alain. Maar tijdens een onvoorzien moment kon hij daar ontsnappen.
De nationale overheden hadden iemand richting Toulon gestuurd om Alain te zoeken, maar de agent Marco genaamd ging in plaats van Toulon naar Marseille, omdat daar de dochter en ex-vriendin van Alain woonden. Inderdaad daar aangekomen vond Marco hem in het oude havengebied, notoir om de grote aantallen daklozen. Marco nam Alain mee naar Parijs samen met Daniel Sauvaget, filmcriticus en een vriend van Alain Séraphine. Hij hielp Alain zijn hoofd van de drank af te houden. In Parijs verbleef Alain enkele maanden in het appartement van Madeleine Beauséjour van de overheid van Réunion. Het lied Rest here Maloya is een herinnering aan deze donkere tijd in zijn leven en Marco wordt hiervoor bedankt.

### De jaren 90
Dankzij Marco kwam Alain weer in contact met oude vriend Loy Ehrlich met wie hij sinds 1980 geen omgang meer had. Marco organiseerde in 1994 twee memorabele terugkeerconcerten in Palaxa and Theatre of Saint-Gilles. Op een avond met een volle maan stierf Alain Péters plotsklaps. Hij werd 43 jaar.

## Postuum succes
De cd Parabolér is de best verkopende plaat van het label Takamba en introduceerde Alain Péters bij een groot publiek. Zangers als Raphaël en Kent kennen en waarderen zijn oeuvre. In 2007 werd 'Parabolér' verkozen tot beste Franse album van muziektijdschrift Chorus.

## Herdenking
Het Sakifo-festival, opgericht in augustus 2007, kent een Alain Peters-onderscheiding die een opkomend talent herkent. De in basalt uitgehouwen trofee is gemaakt door Eric Pongérard en representeert een tambaka, het favoriete instrument van Alain Péters. Tijdens de 1e editie, werd de jury voorgezeten door Gilbert Pounia, de leider van Ziskakan en de prijs werd gewonnen door Lo Griyo, een trio samengesteld door Sami Pageaux -Waro, Yann Costa (ook een lid van de Zong) en Luc Joly. De winnaars:
- 2012 : Grèn Sémé (Maloya)
- 2011 : Tyeri Abmon (Maloya)
- 2010 : Zorro Chang (Reggae-Dancehall)
- 2009 : Alex (Rap / Maloya)
- 2008 : le Groove Lélé (Maloya)
- 2007 : Lo Griyo (Maloya)

Het Sakifo-festiva organiseerde een concert rond het werk van Alain Péters, geherinterpreteerd door Danyel Waro Tikok Vellaye Rene Lacaille, Loy Ehrlich en Joel Bernard Gonthier.
Op 11 februari 2011 werd een naam hem vernoemde bibliotheek  geopend in het district de Moufia van Saint-Denis.

## Filmografie
- Du créole écrit au créole chanté : Alain Péters de Michel Minaud, 2001 (26 min.)

## Discografie
Alain Péters :
- La Rosée si feuilles songes - Na voir demain, Caméléon, Royal, 1977 (45 tours).
- Chante Albany, Jean-Michel Salmacis, Hervé Imare et Alain Péters, ADER, 1977-1978.
- L'tonton Alfred en Bébett coco, ADER, 1979.
- Mangé pou le cœur, Album, ADER en Village Titan, 1984.
- Panier su la tete ni chante en Romance pou un zézère, 45T, ADER en Village Titan, 1984.
- Tappadanmontet la poliss - met Patrick Persée - titre enregistré en 1992 au Studio du Verseau à Saint-Leu qui figure sur la réédition CD de l'album Ti galet : tribute to Alain Péters.
- Parabolér, Takamba, 1998, album CD postuum.
- Vavanguèr, Takamba, 2008.

Reprises :
- Anthologie Bourbon cuivre, 2003. (Caloubadia par la fanfare Byin Mayé).
- Anthologie Un Siècle de musique réunionnaise, Association Lacaze, 2004. (Panier sur la tête par Bernard Joron ; Rosée su feuille songe par René Lacaille).
- Anthologie World & Pluriel nr. 16 : île de la Réunion, PRMA, 2007. (Plime la misère (mix) par DJ Big Bouddha).
- Willy Aquime, Rest'la Péters. (album entier de reprises).
- Čankišou, Lé la, 2008. (Caloubadia ; Mangé Pou Le Cœur).
- Duo Célimène, Guitare séga opus 2 : Sax séga, 2007. (Panier su la tête, ni chanté ; Rest' là maloya ; Mangé pou le cœur).
- Loy Ehrlich, Les Îles du désert, Tangram, 1993. (La Valse des anges = Maya).
- Free Jam, Free Jam, Hémisphère Sud, 2004. (Caloubadia).
- Désiré François (du groupe Cassiya), Rekonesans. (Res La Maloya).
- Iza, Cilaos, JMF, 2008. (Complainte de Satan).
- Olivier Ker Ourio, Oversea, Dreyfus Jazz, 2007. (Panier su la tête, ni chanté instrumental ; Mangé pou le cœur chanté par Danyèl Waro.)
- René Lacaille, Aster, Discorama, 1996. (La Rosée si feuilles songes).
- René Lacaille, Mapou, World Music Network, 2004. (La Rosée si feuilles songes).
- René Lacaille, Poksina, Daqui, 2011. (Rest'la maloya).
- Henry Legras. (Mangé pou le cœur ; Moin té crois pi ; Complainte pour mon défunt papa).
- Mart'nália, Menino do Rio, Quitanda, 2006. (Essa mania = Rest'la maloya).
- Mart'nália, Em Berlim ao vivo, Quitanda, 2006. (Essa mania = Rest'la maloya).
- Malavoi, Marronnage, Déclic, 1998. (Panié Si Mon Têt).
- Patrick Persée, Ti galet : tribute to Alain Peters, Olive, 1990. Réédition CD en 2002. (Caloubadia).
- Emmanuelle Péters, Fleur d´sel, 2010. (Rest' là maloya).
- Pil Kat, Kat pat kok, Oasis, 2003. (Mangé pou le cœur).
- Willy Ramboatinarisoa. (Manze poo le ker).
- Tue-Loup, Penya, Le Village Vert, 2002. (Rest'la maloya).
- Silvain Vanot, Il fait soleil, Labels, 2002. (Rame le canot = Ti pas, ti pas n'arriver).
- Vwadhéva, Ségas, maloyas et romances de La Réunion, 2007. (Rest' là maloya, Mangé pou le cœur).
- Danyèl Waro, Tikok Vellaye, René Lacaille, Loy Ehrlich, Joël Gonthier, Bernard Marka, Yanis Lacaille, Rest'la maloya : hommage à Alain Péters, Cobalt, 2003.
- Tukatukas, Chaleur tropicale, Mass Prod, 2012. (Moin té crois pi).
- Bernard Lavilliers, Baron samedi, Disques Barclay, 2013. (Rest' Là Maloya).

Hommages :
- Lo Griyo, Yé mama, autoproduction, 2009. (Défin)
- Françoise Guimbert, Paniandy, Oasis, 2001. (Si un jour)
- Emmanuelle Péters, Fleur d'sel, autoproduction, 2010. ("Alain")
- Patricia Philippe, Poétik maloya, Discorama, 2008. (Lenchantèr)
- Danyèl Waro, Aou amwin, Cobalt, 2010. (Alin)

- Bibliothèque nationale de France: cb12950611b (data)
- International Standard Name Identifier: 0000 0000 0160 7040
- MusicBrainz: 9753911d-4838-467f-b016-e9826f556a2f
- Système universitaire de documentation: 143326724
- Virtual International Authority File: 12437627